# 莊欽鄰
庄钦邻（1577年11月14日—？），字寅卿，號陽初，福建泉州府晉江縣人，明朝政治人物、同進士出身。

## 生平
万历二十八年（1600年）福建鄉試中第二十一名舉人；萬曆二十九年（1601年）聯捷進士，禮部觀政，授饶州府推官，三十一年丁憂。三十四年補衢州府推官，三十八年升兵部武选司主事，四十四年調吏部主事，調考功司，四十五年調文选司，四十六年升员外郎，調验封司，又調考功司、文选司，本年升稽勋司郎中，本年給假。天启五年（1625年）起用吏部验封司郎中，調文选司，升太常寺少卿、提督四夷馆，以不依附閹黨，被弹劾削籍歸鄉。
崇祯初年（1628年）起用南京應天府丞，五年升通政使司右通政，迁顺天府尹，晋户部右侍郎，旋转左侍郎。与范景文合疏论救下狱的黄道周，坐罚俸。升南京右都御史，掌院事。被廷推为吏部尚书，三辞不允，乃趋朝受职。未几，以母老乞归。丁内艰，终制不出。年八十八卒。

## 家族
曾祖莊傑。祖莊琡，壽官。父莊天夔，嫡母劉氏，生母易氏。重慶下。弟欽載。娶蕭氏，繼娶吳氏。